# دانشکده پزشکی دندانپزشکی موناستیر
دانشکده پزشکی دندانپزشکی موناستیر (به عربی: کلیة طب الأسنان بالمنستیر) یک دانشکده در تونس است که در المنستیر واقع شده‌است.